# 102P/Shoemaker
102P/Shoemaker (także Shoemaker 1) – kometa krótkookresowa z rodziny komet Jowisza.

## Odkrycie
Kometę tę odkryło małżeństwo astronomów Carolyn Shoemaker i Eugene Shoemaker 27 września 1984 roku. W nazwie znajduje się zatem nazwisko odkrywców.

## Orbita komety i właściwości fizyczne
Orbita komety 102P/Shoemaker ma kształt elipsy o mimośrodzie 0,47. Jej peryhelium znajduje się w odległości 1,97 j.a., aphelium zaś 5,5 j.a. od Słońca. Jej okres obiegu wokół Słońca wynosi 7,22 roku, nachylenie do ekliptyki to wartość 26,25˚.
Średnica jądra komety to ok. 3,2 km.